# Bitva u Ponts-de-Cé (1620)
Bitva u Ponts-de-Cé, ve Francii také známa jako Hrátky u Ponts-de-Cé, byla bitvou, která proběhla 7. srpna 1620 u Ponts-de-Cé, mezi armádou krále Ludvíka XIII. a skupinou vzbouřenců shromážděných kolem jeho matky Marie Medicejské. Ta byla 3 roky před bitvou zbavena regentství, které vykonávala za svého nezletilého syna, a tímto se snažila získat zpět ztracenou moc.  

## Příčiny bitvy
- 1610: ve věku 9 let byl v Remeši 17. října 1610 korunován Ludvík XIII. Protože byl nezletilý, tak za něj jako regentka vládla jeho matka Marie Medicejská. Ta však sama byla pod silným vlivem Concina Conciniho a jeho manželky Léonory Galigai.
- 1611: Maximilien de Béthune, vévoda de Sully, ministr financí, rezignoval 26. ledna.
- 1613: 19. listopadu je Concini jmenován maršálem Francie.
- 1614: povstání grandů (princ de Condé, vévodové de Vendôme, de Mayenne a de Retz) proti Concinimu. 15. května uzavřena smlouva v Sainte-Menehould. Regentka slíbila šlechticům svolání generálních stavů a uplatila je penězi a úřady.
- 1615: 28. listopadu svatba krále Ludvíka XIII. s Annou Rakouskou, španělskou infantkou (dcerou španělského krále Filipa III.).
- 1616: nová vzpoura šlechticů. Výsledkem byl 3. května 1616 Loudunský mír mezi Marií Medicejskou (regentkou) a princem de Condé. 1. září byl uvězněn Condé na příkaz regentky (iniciovaný Concinim, nyní již maršálem d´Ancre). Richelieu byl 25. listopadu 1616 jmenován státním tajemníkem pro válku a zahraniční věci.
- 1617: 24. dubna proběhl násilný převrat. Ludvík XIII. se skupinou jemu věrných připravil komplot, jehož cílem bylo odstranit Conciniho a jeho manželku. Concini měl být zatčen, ale jelikož se vzpouzel zatčení, tak byl v potyčce zabit. Marie Medicejská byla nucena opustit regentský post a byla vystěhována do zámku v Blois. Ludvík XIII. převzal veškerou moc. Jeho favoritem byl Charles d'Albert, vévoda de Luynes, který pocházel z nižší šlechty. Luynes velmi rychle nahromadil tituly a jmění (31. března 1621 se stal dokonce konetáblem). Luynes se však rychle znelíbil nejen závistivému okolí, ale i samotnému králi, protože Luyens začal svého postavení zneužívat.
- 1619: Marie Medicejská utekla ze zámku Blois a postavila spolu se svými věrnými armádu proti svému synovi. Král se s ní rozhodl usmířit smlouvu z Angoulême z 30. dubna 1619. Postoupí jí města Angers a Chinon, ale nepovolí ji návrat do královské Rady. V říjnu nechal král po 3 letech propustit prince de Condé z Bastilly. Spolu s propuštěním prince vydal král obhajobu prince, ve které jmenoval jako hlavní viníky Conciniho a Marii Medicejskou, prince de Condé označil za nevinného. Marie Medicejská tím byla hluboce uražena a zahájila novou vzpouru proti králi.[1]

## Prolog
Marie Medicejská měla stále početné podporovatele z řad grandů: vévodu de Vendôme, nejstaršího syna Jindřicha IV. s jeho metresou Gabriellou d'Estrées, a byl to tedy nevlastní bratr Ludvíka XIII. Stál na straně královny matky a velel se svým bratrem, velkopřevorem de Vendôme vojsku „Grandů“ (vévoda de Epernonu, vévoda de Retz, vévoda de Nemours, vévoda de Montmorency, hrabě de Soissons, vévoda de Longueville, maršál de Boisdauphin, vévoda de La Trémoille).
Marie tak jejich prostřednictvím ovládla Rouen a Le Havre (Longueville), Dreux, La Ferté-Bernard, Perche a část Maine (Soissons), Château-Gontier a Sablé (Boisdauphin ), část Loiry (Vendôme), Bretaň (La Trémoille), Poitou (Retz) a Saintonge (Épernon). Strategický přechod přes Loiru mezi Anjou a Poitou byl v Ponts-de-Cé.
Vévoda de Longueville v Normandii vyhlásil oficiální neposlušnost králi 2. července. Současně se také vzbouřil Languedoc. Dne 7. července se královská armáda vydala směrem na Rouen. V čele armády byl sám král doprovázený bratrem Gastonem Orleánským, princem de Condé a třemi zkušenými vojevůdci: maršálem de Praslin, maršálem de Créquy a budoucím maršálem de Schomberg. Rouen kapituloval 10. července. Longueville, který neočekával tak rychlou reakci, se musel uchýlit do Caen ve společnosti převora de Vendôme. Město a jeho hrad se podrobily králi při jeho příjezdu 17. července.

## Přítomné síly
Francouzská armáda
Francouzská armáda se skládala z 8 000 pěších vojáků a 600 jezdců, kterým velel princ de Condé za asistence maršála de Praslin a polních maršálů Tresnel, Créquy, Nerestang a Bassompierre. Přítomné byly tyto jednotky:
- pluk Francouzských gard
- Piemontský pluk
- Pikardský pluk
- Champagnský pluk
- Navarrský pluk
- pluk z Rambures
- pluk z Retz
- kompanie lehké kavalérie
- kompanie střelců

Armáda vzbouřenců měla 4500 vojáků.

## Průběh bitvy
Ludvík XIII. poslal vévodu de Bellegarde, prezidenta Jeannina a arcibiskupa ze Sens, aby projednali mír s Marií Medicejskou a ostatními vzbouřenci v zámku d'Angers. Jen Richelieu byl otevřený k těmto návrhům, a proto královská armáda pokračovala v postupu: 2. srpna je v Le Mans a pokračuje na Angers. Král opustil La Flèche 6. srpna, aby povečeřel v Durtalu a přenocoval ve Vergeru. 7. srpna se královská vojska shromáždila na pláni Trélazé, poblíž břidlicových lomů Angers. François de Bassompierre, který viděl několik vojáků hraběte de Soissons, vyslal sto mužů z piemontského pluku a zahájil tak bitvu. Protilehlí mušketýři ustoupili do pozic, odkud mohli sledovat pohyby armád.
V této době byla armáda královny-matky rozmístěna v deltě vytvořené soutokem Maine a Loiry. Pravé křídlo se opíralo o Ponts-de-Cé, s hradem jako redutou a po levé straně o hradby zámku Angers. Její armáda byla o polovinu slabší, a také neměla jednotné velení. Louis de Marillac, který byl oficiálně velitelem armády, se musel o toto postavení dělit s vévodou de Vendôme, vévodou de Nemours, hrabětem de Soissons a maršálem de Boisdauphine. Další posily však již do Anjou nepřišly a jednotky se začaly ve velení rozcházet. Vévoda de Retz velel pěchotě a hrabě de Saint-Aignan kavalérii.
Naproti jsou královské jednotky Francouzské gardy, Picardské pluky a Champagnské pluky s 2 děly. Pod přímým velením krále dostaly tyto jednotky rozkaz obsadit Sorges-sur-l'Authion, provést několik šarvátek a prozkoumat pole a nepřátelská opevnění. Poté dostali rozkaz zaútočit na nepřátelskou pěchotu. Ta, stále vedená Retzem, po třetím útoku ustoupila.

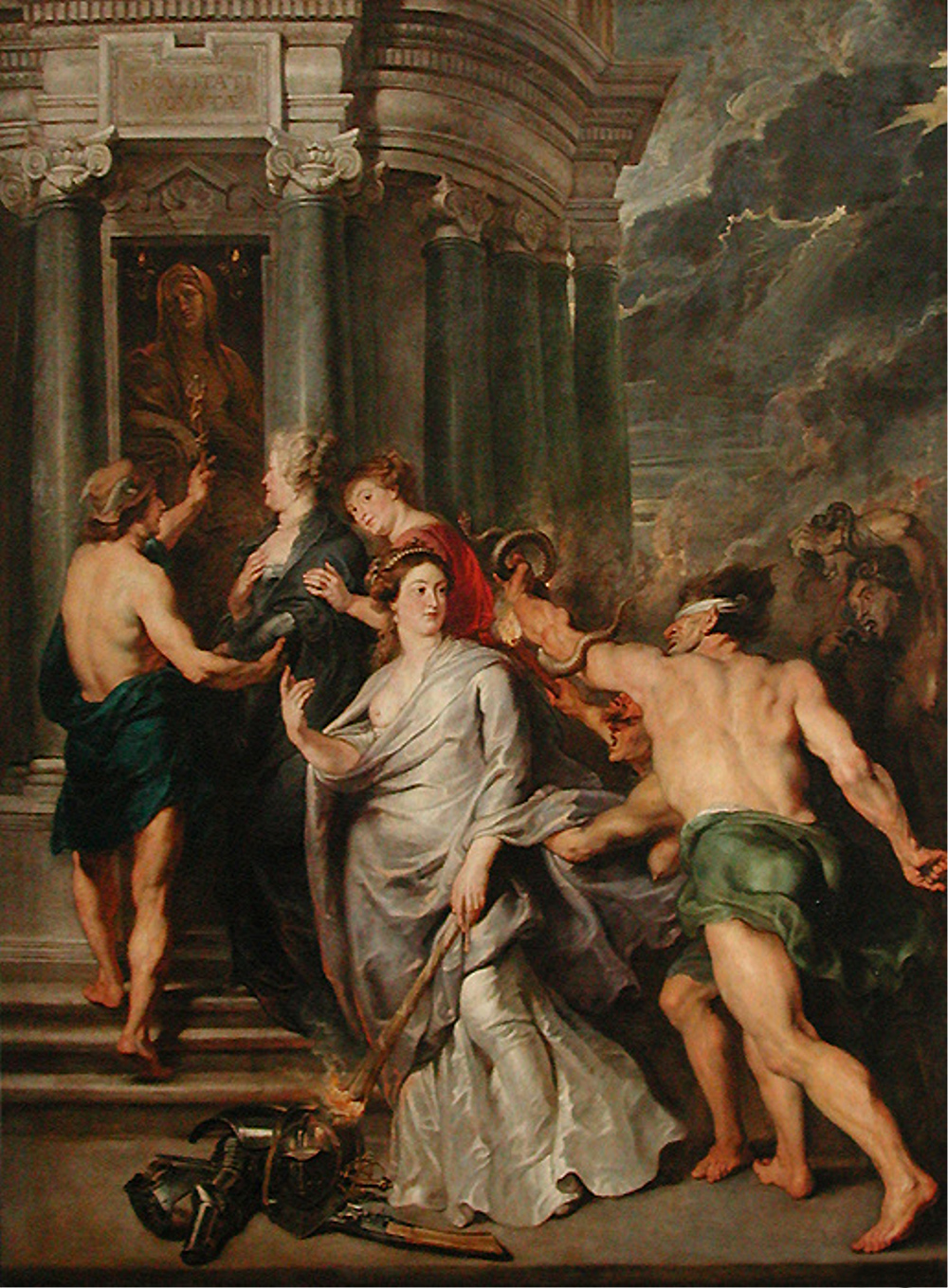
Uzavření míru v Angers, cyklus Marie de Médicis, Pierre-Paul Rubens, muzeum Louvre.

Následovalo zběhnutí vévody de Retz i s jeho 1500 vojáky. Tím se snížila početnost vojska grandů o více než třetinu. To přimělo vévodu de Vendôme, aby vzdal boj a uchýlil se do Angers, kde se nacházel dvůr Marie Medicejské. Své jednotky zanechal bez velení a v chaosu. Pro maršála de Créqui potom bylo hračkou porazit tuto armádu bez vůdce, což z této bitvy udělalo „hru“ a Marie Medicejská byla královskými jednotkami poražena. Porážka byla pro Marii Medicejskou totální.
10. srpna byl podepsán mír v Angers mezi Ludvíkem XIII. a Marií Medicejskou. Z obavy, že by jeho matka mohla znovu začít usilovat o moc, jí král přijal zpět na francouzský královský dvůr. Jejich smíření bylo zorganizováno biskupem z Luçonu, pozdějším kardinálem Richelieu.